# Queso de Bota o de Vexiga

Ubicación del concejo de Quiros en Asturias

El queso de Bota o de Vexiga es un queso elaborado en la Comunidad Autónoma del Principado de Asturias (España).

## Elaboración
Para su elaboración se utiliza la bota, de piel del cordero o cabra, llenándose esta de leche de vaca. Debe dejarse fermentar colgada al calor de la leña hasta que esté dura y su contenido haya disminuido más de la mitad. Es entonces, tras unos tres meses, cuando se saca el queso a diversos recipientes listo para tomar. El queso de bota suele elaborarse durante el invierno, cuando las vacas no salen a pastar, y para hacerlo se usan las primeras leches de las vacas recién paridas, que son las más fuertes.

## Características
La pasta es cremosa, excelente para untar. Es de color blanco-amarillento, tiene olor particular, y un sabor muy fuerte, amargo y picante, por lo que se recomienda tomarlo en pequeñas cantidades y con pan.

## Zona de elaboración
Este queso es típico del concejo asturiano de Quirós, aunque prácticamente ya ni existe pues los vecinos que conocen su proceso de elaboración escasean y, además, su producción es casera puesto que para que se comercialice primero hay que hallar un método más moderno que cuente con registro sanitario.